# ノーヴァヤ・ゴランディヤ

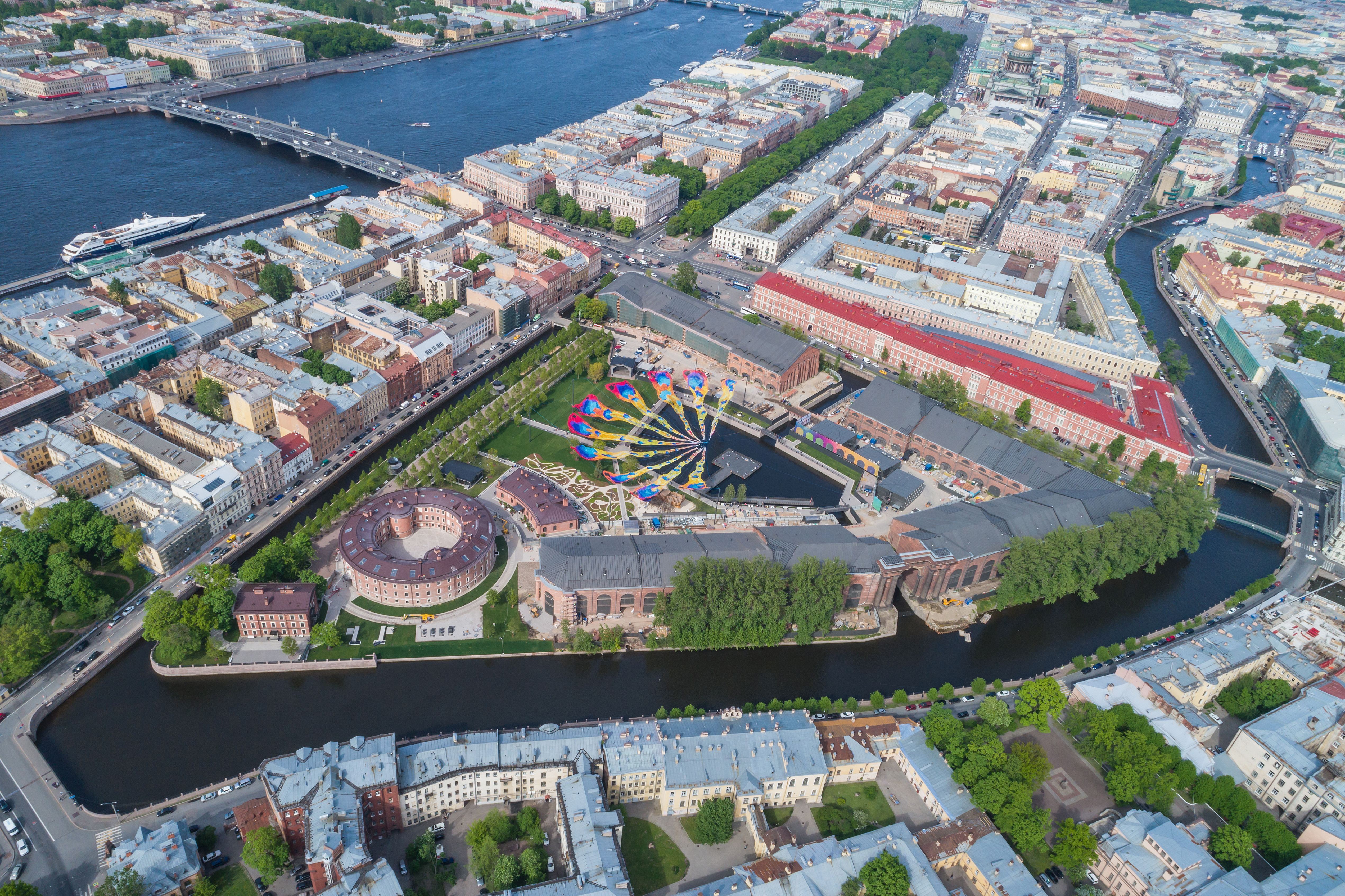
ノーヴァヤ・ゴランディヤの空中写真。左上がネヴァ川で、手前をモイカ川が流れている。

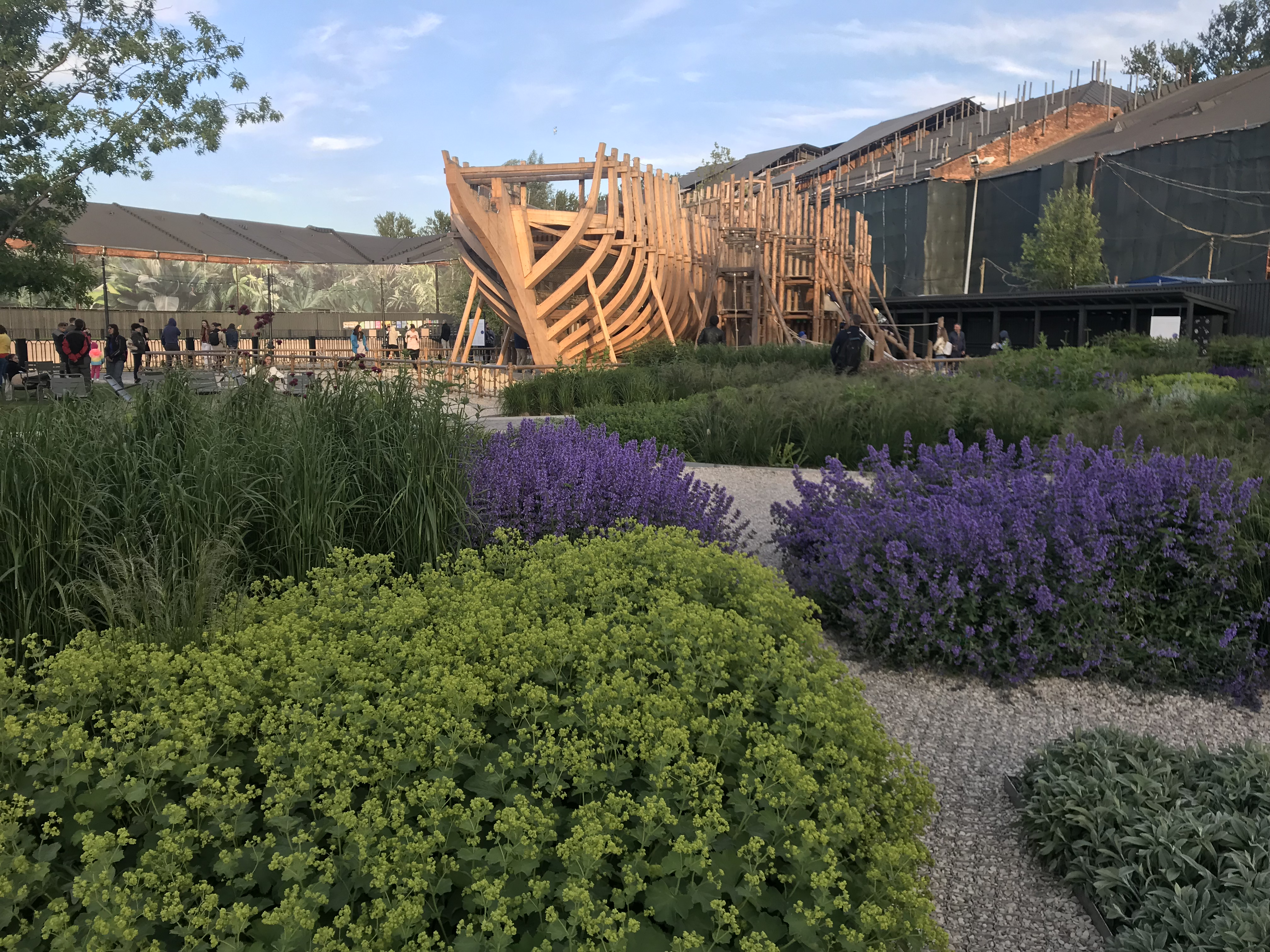
ハーブ・ガーデン（手前）と子供広場（後方、ピョートル大帝が建設した外洋船の木造模型内で遊べる）

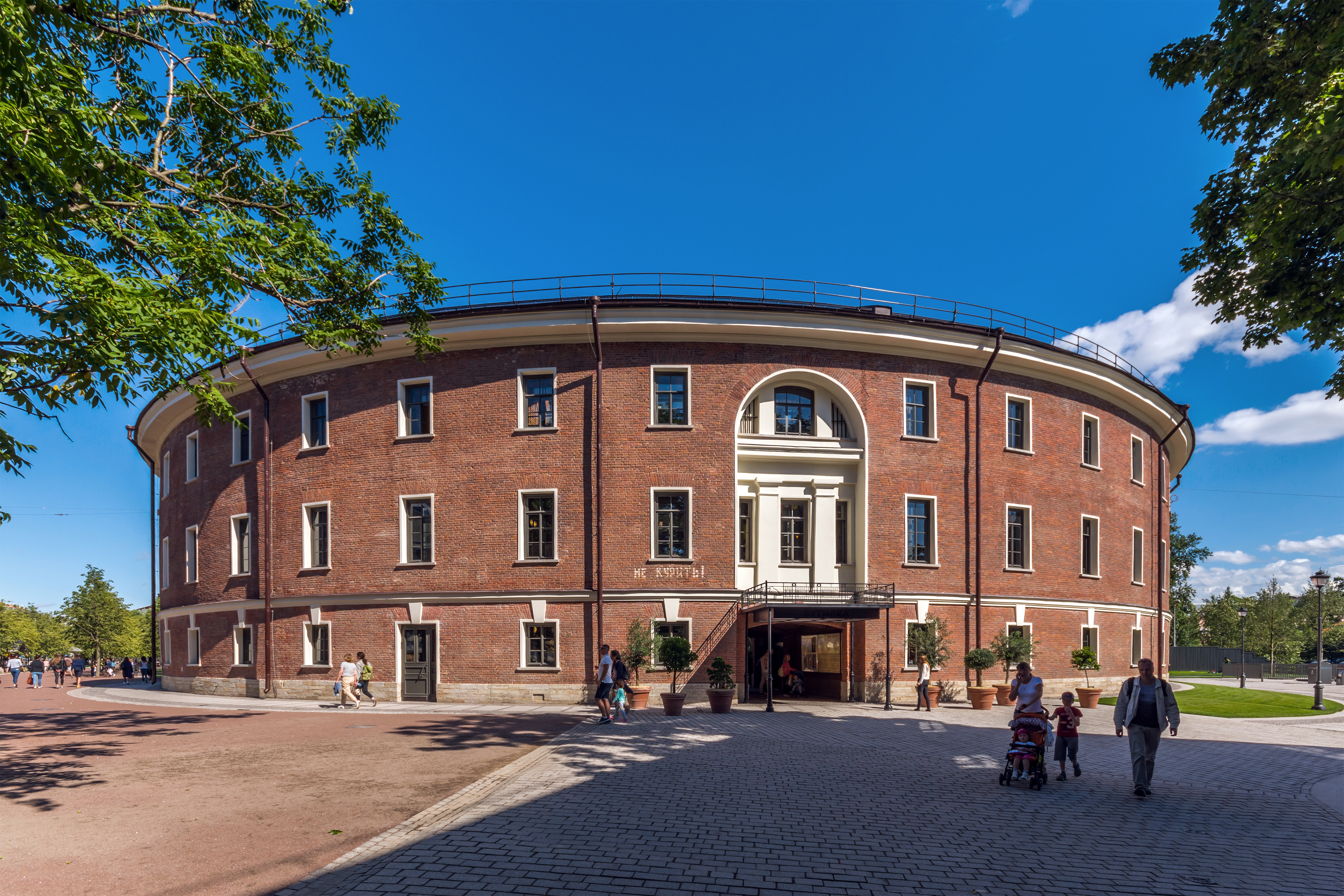
「ボトルビル」はもと軍関係刑務所で、商店・商店ビルとして改装中

ノーヴァヤ・ゴランディヤ（ロシア語: Но́вая Голла́ндия＝新しいオランダ、英語: New Holland）はロシア・サンクトペテルブルクにあるネヴァ川左岸にあり、モイカ川と運河に囲まれた三角形の土地（島）である。新オランダ島とも呼ばれている。

## 概要
サンクトペテルブルクが建設されたころ、これは海軍省の土地（島）で、川と運河に囲まれていて、ピョートル大帝が自らオランダに赴いて造船を学んだ故事にちなんで「ノーヴァヤ・ゴランディヤ」（「新しいオランダ」の意味）と呼ばれ、軍関係の刑務所としても使われた。ロシア革命を経て、その後長らく放置されてきたが、最近再開発されて、ペテルブルク市民の憩いの場所となった。
最近の再開発の動向は、2000年の海軍記念日に、ノーヴァヤ・ゴランディヤは芸術展示のために初めて開放された。その後2005年には海軍省は移転して、斬新な商店、レストラン、ハーブ園、子供広場、アイススケート場などもあるサンクトペテルブルク市民の憩いの場に生まれ変わっており、2025年までプロジェクトは全部完成の予定。

## 歴史
1704年、ピョートル大帝の指示で、海軍省造船所が起工された。造船に必要な運河が建設された結果、島が造成された。オランダの造船者と運河から、新オランダ島と命名。18世紀に船倉、19世紀に海軍刑務所が建設。2004年に至るまで、3世紀に渡り海軍当局により閉鎖されていた。
2010年にロシアの大富豪ロマン・アブラモヴィチの会社「ミルハウス」が島の改修を落札し、アブラモヴィチの夫人でモスクワの現代美術館「ガレージ」の創設者であるダリア・ジュコワ氏が、プロジェクトのキュレーターになった。2011年から2013年まで夏季限定で試験運営、営業開始後、現在に至る。60億ルーブル（約90億円）が投資されたこのプロジェクトの作業は、2025年に終了する見込みである。

## 参照項目
- サンクトペテルブルクの観光